# Скрижали Джорджии
Скрижали Джорджии (англ. Georgia Guidestones) — ныне разрушенный монумент, находившийся в округе Элберт в штате Джорджия, США, с 1980 по 2022 год. Композиция состояла из шести гранитных плит высотой около 6 метров и общей массой 119 тонн; на них были нанесены надписи на восьми современных языках, включая русский, и четырёх древних. Скрижали были установлены в 1980 году местной фирмой Elberton Granite Finishing по заказу клиента, который скрывался под псевдонимом. Таинственность, окружающая возведение этой конструкции, и неоднозначный текст на плитах послужили почвой для многочисленных теорий заговора. 
Ранним утром 6 июля 2022 года одна из скрижалей была уничтожена взрывным устройством. Позднее в тот же день остатки монумента были снесены по распоряжению местных властей.

## История
Монумент установила в 1980 году фирма по обработке природного камня Elberton Granite Finishing из города Элбертон, который стоит на обширном месторождении гранита и потому известен в США как «гранитная столица мира». Клиент, по чьему заказу выполнялась работа, представился как Роберт Крисчен (англ. Robert C. Christian, т. е. «христианин»).
Этот «элегантный седовласый джентльмен» обратился в Elberton Granite Finishing в июне 1979 года. Он заявил, что представляет некую группу «верных американцев» (не из числа жителей штата Джорджия), желающих создать чрезвычайно большой и сложный памятник. Фирму из Элбертона Крисчен, по его словам, предпочёл другим, поскольку считает, что здесь добывают лучший в мире камень. Руководитель Elberton Granite Finishing Джо Фендли, ознакомившись с планами Скрижалей, счёл, что имеет дело с сумасшедшим, и назвал сумму, в несколько раз превышающую стоимость обычных проектов, с которыми работала фирма. А также предупредил, что на реализацию проекта потребуется полгода. На эти условия Крисчен согласился.
Фендли направил странного заказчика к Уайатту Мартину, руководителю местного банка Granite City Bank. В общении с финансистом, которому было необходимо знать подлинные личные данные клиента, чтобы произвести финансовые операции, тот признался, что «Роберт Крисчен» — псевдоним, взял с Мартина подписку о неразглашении настоящего имени и оплатил депозит в размере 10 тысяч долларов. Банкир позднее подтверждал журналистам, что знает настоящее имя заказчика, но не собирается разглашать эту информацию «даже под дулом пистолета». В 2012 году Мартин сжёг всю оставшуюся со времён возведения Скрижалей корреспонденцию и высыпал пепел в озеро (водохранилище) Окони на одноимённой реке, неподалёку от административного центра Гринсборо округа Грин в штате Джорджия. Уайатт Мартин умер в Гринсборо 15 декабря 2021 года на 92-м году жизни.
По словам Крисчена, его «группа» работала над проектом памятника на протяжении 20 лет. Он также предоставил Фендли и Мартину деревянную модель Скрижалей, помещённую в коробку из-под обуви, и инструкцию на 10 страницах, детально описывающую сооружение. Перевод текста на языки мира, включая древние, был выполнен с помощью запроса в службу перевода Организации Объединённых Наций.
Фендли и Мартин помогли клиенту выбрать участок для строительства — холм с плоской вершиной среди пастбищ фермы Double 7. Крисчен выкупил у владельца земли Уэйна Маллинекса участок в 5 акров (2 гектара) за 5000 долларов. Он также отдельным договором предоставил Маллинексу и его детям пожизненное право пасти скот на выкупленной земле и привлёк принадлежащую Маллинексу строительную фирму для заливки фундамента под Скрижали. После покупки земли Крисчен покинул Элбертон и в дальнейшем контактировал с подрядчиками только через Мартина; он перевёл остаток денег по проекту несколькими платежами из разных городов США. Никто, кроме Фендли и Мартина, не видел Крисчена, и лишь они двое общались с ним. Поэтому в Элбертоне стали циркулировать слухи, будто проект — собственное детище Фендли и Мартина, а Крисчен в действительности никогда не существовал: это, мол, плод фантазии двух мистификаторов. Чтобы положить конец этим сплетням, оба прошли проверку на полиграфе.
Зимой 1980 года вершину холма срыли с помощью бульдозера; гранитные плиты массой по 28 тонн, добытые в карьере Пайрамид, перевезли на ферму Double 7 и установили на подготовленный фундамент с помощью 100-футового подъёмного крана. Торжественное открытие Скрижалей состоялось 22 марта 1980 года, в день весеннего равноденствия, в присутствии 400 или 100 человек.

## Вандализм и уничтожение
В 2008 году памятник подвергся вандализму — его поверхность испещрили (при помощи баллончика с аэрозольной краской) надписями наподобие «Иисус победит тебя, сатанист» и «Барак Обама — мусульманин», а также облили полиуретаном, который было сложнее счистить с гранита, чем краску. В сентябре 2014 года на Скрижалях появились новые граффити — изображения неких «символов», надписи «Я Изида, богиня любви», «Я изгоню тьму», причём имя древнеегипетской богини Изиды (англ. Isis) можно было понимать и как намёк на Исламское государство (ИГИЛ, англ. ISIS).
В среду, 6 июля 2022 года в 4:03 утра по местному времени (установлено по камерам наблюдения) памятник был взорван. Взрыв уничтожил скрижаль с надписями на суахили и хинди, а также нанёс значительный урон верхней плите. Жители домов, расположенных неподалёку, подтверждают, что услышали взрыв примерно в 4 часа утра. Бюро расследований штата Джорджия опубликовало запись взрыва, сделанную камерой наблюдения; кроме того, другая камера засекла серебристый легковой автомобиль, отъезжающий от места взрыва спустя несколько секунд — по мнению следователей, неизвестные лица подорвали Скрижали с помощью взрывного устройства. Позднее остатки конструкции были из соображений безопасности снесены строительной бригадой с помощью экскаватора.

## Конструкция и надписи
Скрижали состояли из шести гранитных плит общей массой 119 тонн. Четыре внешние плиты имели высоту 16 футов 4 дюйма (4,98 м), ширину 6 футов 6 дюймов (1,98 м) и толщину 1 фут 7 дюймов (0,48 м); находившаяся в центре плита при таких же высоте и толщине была вдвое у́же. Последняя плита длиной 9 футов 8 дюймов (2,95 м), шириной 6 футов 6 дюймов (1,98 м) и толщиной 1 фут 7 дюймов (0,48 м) была положена на эти плиты сверху, как крыша.
Основная надпись включала в себя десять принципов (заповедей), выгравированных на 8 современных языках, по одному языку на каждой стороне четырёх вертикальных плит. Если обходить сооружение по часовой стрелке с севера, то порядок таков: английский, испанский, суахили, хинди, иврит, арабский, китайский и русский. В общей сложности на Скрижалях было вырезано около 4 тысяч отдельных букв.
Текст на английском языке гласил:

1. Maintain humanity under 500,000,000 in perpetual balance with nature.
2. Guide reproduction wisely — improving fitness and diversity.
3. Unite humanity with a living new language.
4. Rule passion — faith — tradition — and all things with tempered reason.
5. Protect people and nations with fair laws and just courts.
6. Let all nations rule internally resolving external disputes in a world court.
7. Avoid petty laws and useless officials.
8. Balance personal rights with social duties.
9. Prize truth — beauty — love — seeking harmony with the infinite.
10. Be not a cancer on the Earth — Leave room for nature — Leave room for nature.

Текст на русском языке гласил:

1. Пусть земное население никогда не превышает 500 000 000, пребывая в постоянном равновесии с природой.
2. Разумно регулируйте рождаемость, повышая ценность жизненной подготовки и многообразия человечества.
3. Найдём новый живой язык, способный объединить человечество.
4. Проявляйте терпимость в вопросах чувств, веры, традиций и им подобных.
5. Пусть справедливые законы и беспристрастный суд встанут на защиту народов и наций.
6. Пусть каждая нация сама решает свои внутренние дела, вынося на мировой суд общенародные проблемы.
7. Избегайте мелочных судебных тяжб и бесполезных чиновников.
8. Поддерживайте равновесие между личными правами и общественными обязанностями.
9. Превыше всего цените правду, красоту, любовь, стремясь к гармонии с бесконечностью.
10. Не будьте раком для Земли, природе тоже оставьте место!

На каждой из сторон верхней плиты была выгравирована на четырёх древних языках — аккадском (текст выполнен клинописью), классическом греческом, санскрите и древнеегипетском — фраза: «Да послужат сии скрижали заветом Веку Разума». Возможно, это отсылка к трактату Томаса Пейна «Век разума».
Рядом со Скрижалями была установлена табличка, сообщающая об астрономической ориентации памятника — о канале, направленном на Полярную звезду, о горизонтальной прорези, соответствующей годовому движению солнца, и об отметках на верхней плите, отмечающих полдень в каждый день года. На табличке также были указаны: автор «R. C. Christian» с уточнением в скобках «(псевдоним)»; спонсоры — «небольшая группа американцев, стремящихся к Веку Разума». Кроме того, приводилась информация о том, что под этой табличкой на глубине шести футов зарыта капсула с посланием к потомкам; при этом места, отведённые для указания даты закладки капсулы и даты, когда её следует вскрыть, были оставлены пустыми.

## Астрономическая ориентация

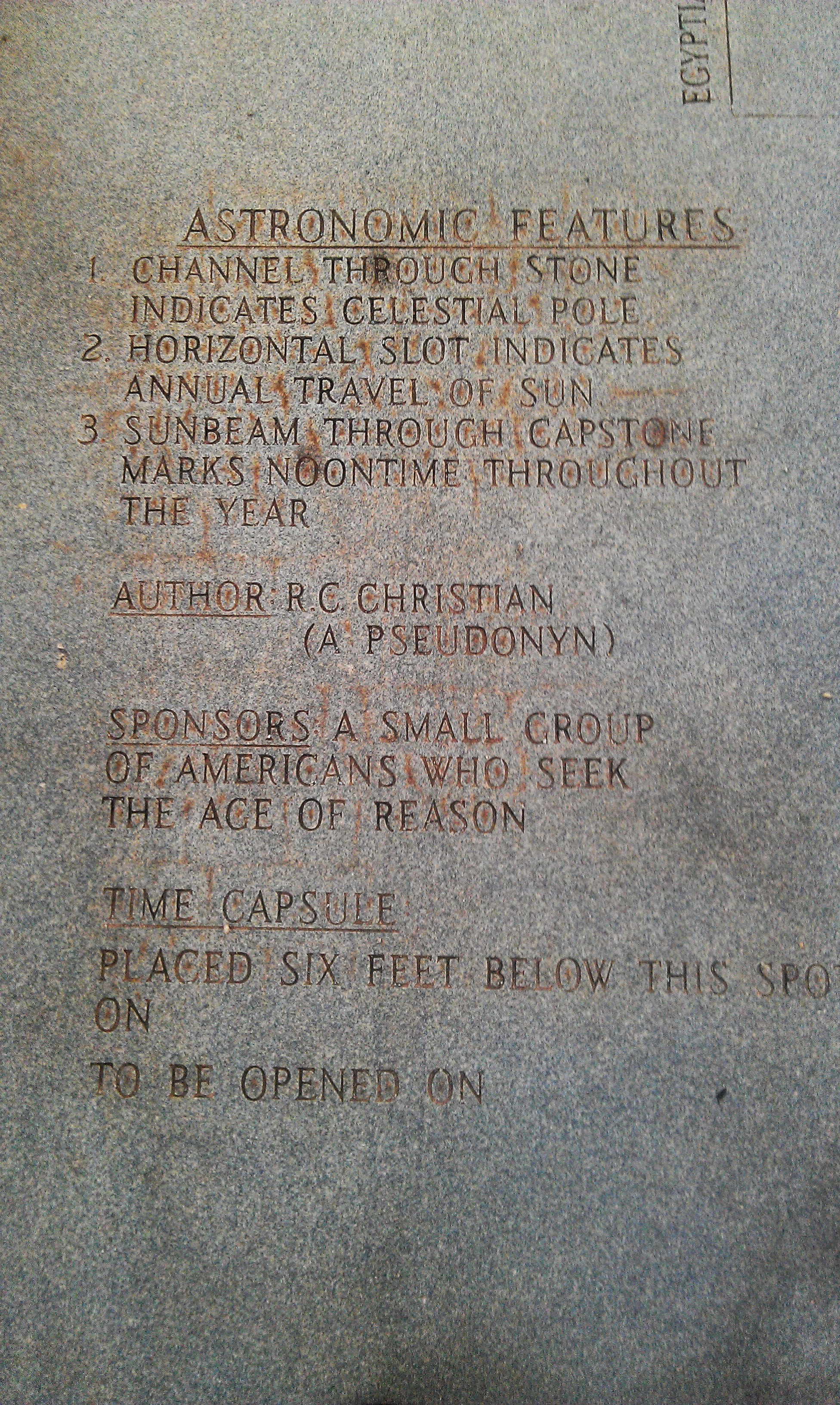
Табличка с информацией об астрономической ориентации Скрижалей

Четыре основные плиты были ориентированы в соответствии с годичным циклом перемещения Солнца по небу. 
В центральной плите-колонне на уровне глаз человека имелись: 
- сквозное отверстие, ориентированное на север, — через него в любое время года можно было увидеть Полярную звезду;
- прорезь, сделанная в соответствии с положением солнца в периоды солнцестояний и равноденствий.

Отверстие размером 2,23 см (7/8 дюйма) в верхней плите («крыше») было ориентировано так, чтобы проникающий через него солнечный свет в полдень попадал на центральный камень, указывая на день года. 
Астроном Луис Маньяни из Университета Джорджии, комментируя астрономическую ориентацию Скрижалей для журнала Discover, говорил, что она не представляет собой ничего особенного — в сравнении с древним «компьютером»-Стоунхенджем это не более чем «счёты», Он подчеркнул, что любой может выстроить сооружение такой же сложности, ведь «чтобы увидеть Полярную звезду [на широте Джорджии], достаточно просверлить направленную на север дыру под углом 34°. Единственное, что здесь сложного — просверлить гранит».

## Интерпретация
Заповеди на Скрижалях вызывали различные неоднозначные толкования, Так, первая из них — призывающая ограничить население планеты 500 миллионами человек — выглядела пугающей уже в 1980 году, когда население планеты составляло 4,5 миллиарда; вторая заповедь напоминала о евгенических практиках нацистов. Скрижали были созданы в разгар холодной войны, когда многие американцы всерьёз опасались начала Третьей мировой войны и гибели цивилизации в ядерных бомбардировках. Банкир Уайатт Мартин, участвовавший в создании памятника, отмечал, что Роберт Крисчен в своих инструкциях по возведению Скрижалей называл время их создания «критически важным», заявлял, что демографическое давление скоро создаст политический и экономический кризис во всём мире, и сравнивал человечество с флотом перегруженных людьми шлюпок, движущихся навстречу буре, «Апокалипсису».
Журнал UFO Report в 1981 году пересказывал предсказание некоей Нони Батчелдер, «экстрасенса из Атланты», согласно которому истинное назначение Скрижалей откроется в течение следующих 30 лет, и писал о том, что Скрижали, если смотреть сверху, образуют крест, что делает их идеальным местом для приземления НЛО. 
Конспиролог Марк Дайс в 2005 году публиковал требования разбить Скрижали «на миллион кусочков», объявляя их глубоко сатанинскими. По версии Дайса, Роберт Крисчен был представителем некоего «люциферианского общества» — провозвестником нового мирового порядка, при котором лица, принадлежащие к правящим элитам, будут продлевать свою жизнь с помощью новых технологий, а прочее население планеты заранее сократят, чтобы массы не потребляли необходимые этим элитам ресурсы. Дайс, впрочем, осудил вандализм в отношении памятника в 2008 году, сочтя эту выходку «непродуктивной». 
Алекс Джонс заявлял, что Скрижали являются призывом к геноциду. Ещё один конспиролог — Джей Уайднер — связывал псевдоним создателя памятника «R.C. Christian» с тайным обществом розенкрейцеров и легендарным основателем этого общества Христианом Розенкрейцем, который подписывал свои манифесты инициалами C.R.C.; Создавшее Скрижали тайное общество будто бы готовилось к неизбежному концу света в 2012 году, когда войны, нехватка нефти и пищи, а также вспышки на Солнце должны были убить большую часть населения планеты. Вэн Смит, создатель сайта Van’s Hardware, публиковал подробный «анализ» Скрижалей и заповедей на них; по его мнению, Скрижали должны были заложить основание «тоталитарного мирового правительства». Их пропорции будто бы предсказывают точную высоту башни Бурдж-Халифа, воспроизводящей Вавилонскую башню. Местные жители считали, что сатанисты используют памятник для своих обрядов; в 2015 году съёмка с дрона якобы обнаружила на верхней плите пятна, похожие на кровь.
В мае 2022 года Кандисс Тейлор, баллотируясь на пост губернатора штата Джорджия, в своей предвыборной кампании называла Скрижали «сатанинскими» и обещала непременно снести их, если выиграет выборы. Она заняла на выборах лишь третье место, но высказывания кандидатки привлекли к памятнику внимание за пределами штата — например, комик Джон Оливер в своём шоу Last Week Tonight посвятил один из сюжетов Тейлор и Скрижалям.